# Wikipedija na portugalskom jeziku
Portugalska Wikipedija (port. Wikipédia), inačica je Wikipedije na portugalskom jeziku, započeta 11. svibnja 2001.
1. ožujka 2003., prešla je 1.000 članaka. Dne 16. srpnja 2007. prešla je prag od 270.000 članaka, i s tim predstavljala osmu najveću Wikipediju. Danas ima preko 940.000 članaka.

## Galerija
- Prigodni znak povodom prvih 500.000 članaka

## Vanjske poveznice
- Portugalska Wikipedija

|  | Zajednički poslužitelj ima još gradiva o temi Portugalska Wikipedija |